# Tour of Istanbul 2023
Tour of Istanbul 2023 var den 1. udgave af det tyrkiske etapeløb Tour of Istanbul. Cykelløbets fire etaper blev kørt fra 28. september til 1. oktober 2023. Løbet var en del af UCI Europe Tour 2023.
Løbet blev en stor succes for det danske hold Restaurant Suri-Carl Ras. De to første etaper blev vundet af holdets ryttere, og den samlede sejr gik til Gustav Wang.

## Etaperne
| Etape    | Dato     | Start – Mål             | type          | Afstand (km) | Elevation (m) | Etapevinder    | Førende rytter |
| -------- | -------- | ----------------------- | ------------- | ------------ | ------------- | -------------- | -------------- |
| 1. etape | 28. sep. | Arnavutköy – Arnavutköy | kuperet etape | 176,6        | 2.136 m       | Gustav Wang    | Gustav Wang    |
| 2. etape | 29. sep. | Şile – Şile             | kuperet etape | 132,2        | 2.310 m       | Daniel Stampe  | Gustav Wang    |
| 3. etape | 30. sep. | Beykoz – Beykoz         | kuperet etape | 132          | 2.027 m       | Davide Persico | Gustav Wang    |
| 4. etape | 1. okt.  | Fatih – Caddebostan     | flad etape    | 92,9         | 447 m         | Timothy Dupont | Gustav Wang    |

## Trøjernes fordeling gennem løbet
| Etape    |               | Vinder _       | Samlede stilling | Bjergtrøje  | Sprinttrøje    | Holdkonkurrence _        |
| -------- | ------------- | -------------- | ---------------- | ----------- | -------------- | ------------------------ |
| 1. etape | kuperet etape | Gustav Wang    | Gustav Wang      | Lukas Ruegg | Gustav Wang    | Restaurant Suri-Carl Ras |
| 2. etape | kuperet etape | Daniel Stampe  | Gustav Wang      | Max Stedman | Gustav Wang    | Restaurant Suri-Carl Ras |
| 3. etape | kuperet etape | Davide Persico | Gustav Wang      | Max Stedman | Gustav Wang    | Tarteletto-Isorex        |
| 4. etape | flad etape    | Timothy Dupont | Gustav Wang      | Max Stedman | Timothy Dupont | Tarteletto-Isorex        |
| Samlet   | Samlet        |                | Gustav Wang      | Max Stedman | Timothy Dupont | Tarteletto-Isorex        |

## Hold og ryttere
| UCI Kontinentalhold (17)- Restaurant Suri-Carl Ras - Beykoz Belediyesi Spor Kulübü - Almaty Astana Motors - Spor Toto Cycling Team - Vino SKO Team - Trinity Racing - Tarteletto-Isorex - Astana Qazaqstan Development Team - Colpack Ballan - Konya Buyuksehir Belediye Spor - Team Vorarlberg - Global 6 Cycling - Sofer-Savini Due-OMZ - Felbermayr Simplon Wels - Mes Sungun-Azad - Universe Cycling Team - Team Novo Nordisk Development Landshold (2)- Bulgarien - Usbekistan |
| |